# Anopheles aitkenii
Anopheles aitkenii är en tvåvingeart som beskrevs av James 1903. Anopheles aitkenii ingår i släktet Anopheles och familjen stickmyggor. Inga underarter finns listade i Catalogue of Life.